# Arduin
Arduin és un món fictici i joc de rol creat a mitjan anys 70 per David A. Hargrave. Començà com un projecte personal de Hargrave que compartí amb els amics, però aquest es tornà tan popular que acabà per publicar-lo, esdevenint doncs un dels primers competidors de Dungeons & Dragons.
Fou el primer joc de rol publicat en mesclar múltiples gèneres, des de guerres interstel·lars a terror i drames històrics, encara que majoritàriament és un joc de fantasia.